# 平湯民俗館
平湯民俗館（ひらゆみんぞくかん）は岐阜県高山市の平湯温泉郷にある博物館。

## 概要
江戸時代中期に建てられた農家「豊坂家住宅」を民俗館のメインの施設として活用、公開している。
ほか敷地内には円空作の仏像群が安置されている薬師堂仏殿、合掌造の民家「高桑家住宅」、「篠原無然記念館」と、温泉入浴施設「平湯の湯」がある。

## 施設

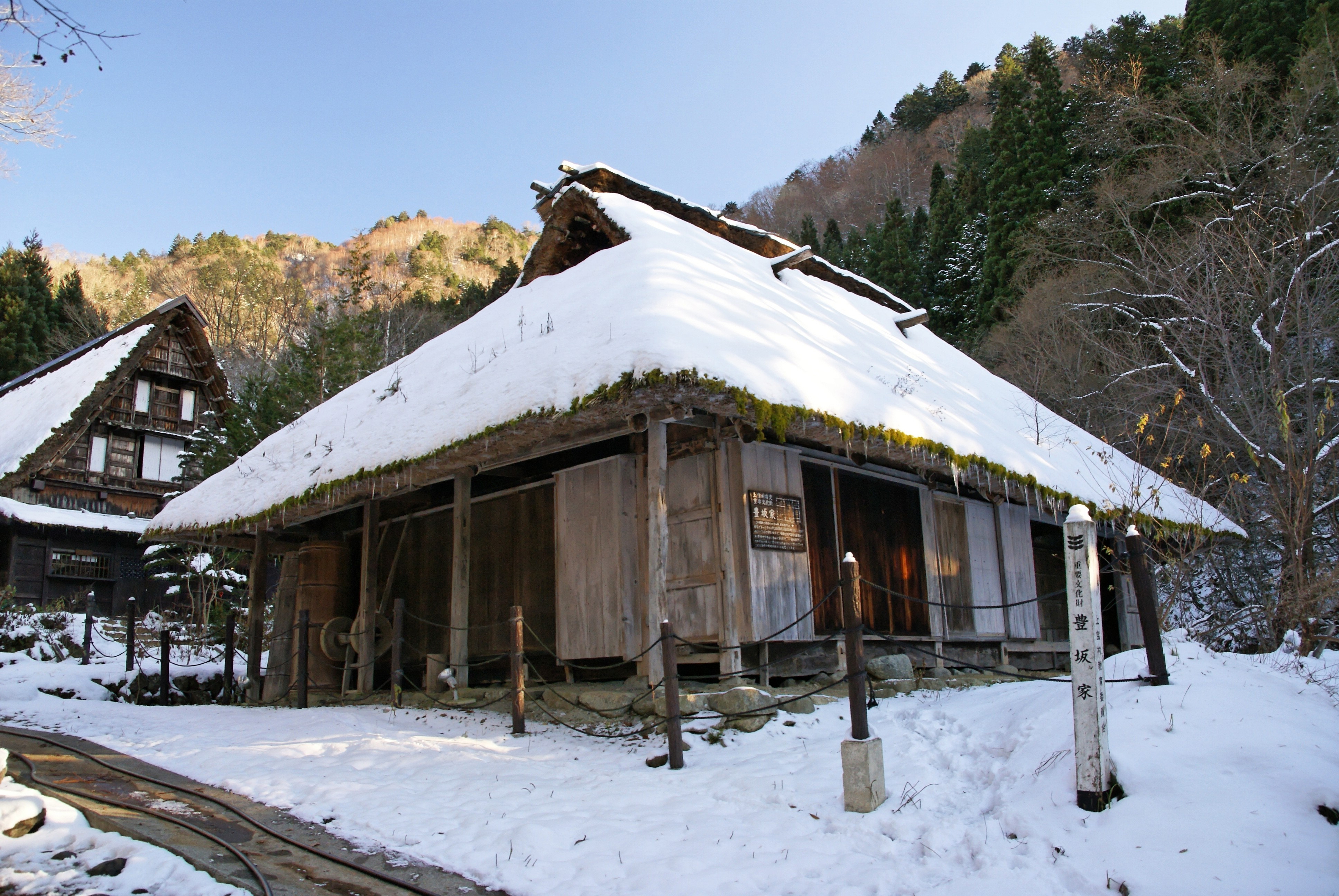
豊坂家住宅

- 旧豊坂家住宅 - 高山市指定文化財、江戸時代（18世紀中頃）築、木造、茅葺き、入母屋造。高山市上宝町蔵柱地区から移築した建物[2]
- 旧高桑家住宅 − 富山県利賀村から移築した[2]。合掌造。2017年5月より居酒屋「禄次」が入居営業している
- 篠原無然記念館 - 大正時代に自ら平湯に赴任した教育者[2]篠原無然の博物館
- 薬師堂仏殿 - 岐阜県指定文化財

### 平湯の湯
- 源泉名 -  山の湯、源泉掛け流し
- 泉温 - 75.2℃
- 湧出量 - 369.4L/分
- 泉質 - 炭酸水素塩泉、ナトリウム-炭酸水素塩・塩化物泉、含食塩-重曹泉
- 設備 - 男女別露天風呂（岩風呂）、休憩所（民俗館内）

## 利用情報
- 年中無休
- 開館時間 - 8時～17時（日曜・祝日、7月25日～8月25日、10月5日～25日、年末年始は21時まで）
- 入場料 - 飲食店・温泉以外は入場無料・見学自由
- 所在地 - 岐阜県高山市奥飛騨温泉郷平湯27-3

## 交通アクセス
- 高山本線 高山駅から濃飛バス「新穂高温泉」行きで55分、平湯バスターミナル下車、徒歩3分

## 周辺情報
- 足湯公園
- 平湯神社
- 平湯大滝